# Manuel de Godoy
Manuel de Godoy, duce de Alcudia, prinț al Păcii, a fost un om de stat spaniol, de două ori prim-ministru (1792-1797, apoi 1801-1808).
Având origini în cadrul micii nobilimi, în 1788 Godoy devine amantul reginei Spaniei, Maria-Luiza, soția regelui Carol al IV-lea, fapt ce îl propulsează spre o carieră politică de prim plan. Este numit prim-ministru al țării la doar 25 de ani, în 1792. După execuția lui Ludovic al XVI-lea, Spania condusă de Godoy se alătură Primei Coaliții în cadrul Războaielor Revoluției, dar încheie curând pace cu Franța (1795) și apoi Tratatul de la San Ildefonso (1796), care parafează alianța cu vecinul de peste Pirinei. Este acoperit cu onoruri de familia regală, devenind grande de Spania și își atribuie titlul de Prinț al Păcii. Conduce țara asemenea „monarhilor luminați”, dar nu se încrede în ideile democratice răspândite de Revoluția Franceză. Alianța franco-spaniolă devine din ce în ce mai dezavantajoasă pentru Spania, mai ales după Bătălia navală de la Trafalgar, când flota franco-spaniolă este distrusă de britanicii comandați de amiralul Nelson. Acceptă intervenția militară franceză în Portugalia, fapt ce avea să marcheze începutul Războiului din Spania și Portugalia. Însoțește familia regală spaniolă la Convenția de la Bayonne, unde Bourbonii spanioli renunță la tronul spaniei în favoarea regelui Neapolelui, devenit José I al Spaniei. Însoțește apoi familia regală spaniolă detronată în exil în Franța și Italia și moare ruinat la Paris în 1851.